# Chrysonotomyia pherocera
Chrysonotomyia pherocera är en stekelart som beskrevs av Christer Hansson 2004. Chrysonotomyia pherocera ingår i släktet Chrysonotomyia och familjen finglanssteklar. Inga underarter finns listade i Catalogue of Life.